# 中国历代典籍总目系统
中国历代典籍总目系统是由中國国家图书馆与北京大学数据分析研究中心联合研制，国家图书馆出版社出版发行的古籍目錄知識庫。該系統藉由資訊科技，分類整理中國現存的古籍文獻，收錄有二百一十萬條書目數據。